# Tumxuk
Tumxuk (chiń. upr. 图木舒克; chiń. trad. 圖木舒克; pinyin Túmùshūkè; ujg. تۇمشۇق, Tumshuq) – miasto na prawach podprefektury w północno-zachodnich Chinach, w regionie autonomicznym Sinciang. W 2004 roku miasto zamieszkiwało około 110 tys. osób.